# Illadelph Halflife
Illadelph Halflife – wydany w 1996 trzeci album hip-hopowej grupy The Roots. W 1998 roku został wybrany do zestawienia 100 najlepszych rapowych płyt przez magazyn The Source. Album zdobył także uznanie wielu innych pism.

## Lista utworów
| 1.  | "Intro"                            | 0:35    |
|     |                                    |         |
| 2.  | "Respond/React"                    | 5:07    |
|     |                                    |         |
| 3.  | "Section"                          | 4:09    |
|     |                                    |         |
| 4.  | "Panic!!!!!!!"                     | 1:25    |
|     |                                    |         |
| 5.  | "It Just Don't Stop"               | 4:34    |
|     |                                    |         |
| 6.  | "Episodes"                         | 5:56    |
|     |                                    |         |
| 7.  | "Push Up Ya Lighter"               | 4:36    |
|     |                                    |         |
| 8.  | "What They Do"                     | 5:57    |
|     |                                    |         |
| 9.  | "? vs. Scratch (The Token DJ Cut)" | 1:48    |
|     |                                    |         |
| 10. | "Concerto of the Desperado"        | 3:38    |
|     |                                    |         |
| 11. | "Clones"                           | 4:55    |
|     |                                    |         |
| 12. | "UNIverse at War"                  | 4:55    |
|     |                                    |         |
| 13. | "No Alibi"                         | 5:11    |
|     |                                    |         |
| 14. | "Dave vs. Us"                      | 0:50    |
|     |                                    |         |
| 15. | "No Great Pretender"               | 4:26    |
|     |                                    |         |
| 16. | "The Hypnotic"                     | 5:20    |
|     |                                    |         |
| 17. | "Ital (The Universal Side)"        | 4:54    |
|     |                                    |         |
| 18. | "One Shine"                        | 5:40    |
|     |                                    |         |
| 19. | "The Adventures in Wonderland"     | 4:34    |
|     |                                    |         |
| 20. | "Outro"                            | 0:16    |
|     |                                    |         |
|     |                                    | 1:18:46 |
|     |                                    |         |

## Muzycy
- Black Thought - rap
- Questlove - perkusja
- Malik B. - rap
- Leonard "Hub" Hubbard - gitara basowa
- Kamal Gray - instrumenty klawiszowe
- Julia Haines - harfa ("Respond/React")
- Rahzel - beatbox ("Panic!!!!!!!", "What They Do", "Dave vs. US")
- Tracey - głos ("It Just Don't Stop", "Episodes", "No Alibi")
- Fatin - głos ("It Just Don't Stop", "Episodes", "No Alibi", "One Shine")
- Dice Raw - rap ("Episodes", "Clones")
- Bahamadia - rap ("Push Up Ya Lighter")
- Angela Slates - głos ("What They Do")
- Raphael Saadiq - gitara basowa, głos ("What They Do")
- Scratch - beatbox ("? vs. Scratch (The Token DJ Cut)")
- Amel Larrieux - głos ("Concerto of the Desperado", "One Shine")
- M.A.R.S. - rap ("Clones")
- Common - rap ("UNIverse at War")
- Dave Murray - noise ("Dave vs. US")
- D'Angelo - Fender Rhodes, organy, głos ("The Hypnotic")
- Q-Tip - rap ("Ital (The Universal Side)")
- Cassandra Wilson - głos ("One Shine")
- Steve Coleman - saksofon ("One Shine")
- Graham Haynes - trąbka ("One Shine)
- Joshua Roseman - puzon ("One Shine")